# ترک عمیق
ترک عمیق با نام سابق والس سه نفره فیلمی به کارگردانی و نویسندگی آرمان زرین‌کوب و تهیه‌کنندگی محسن چگینی محصول سال ۱۴۰۳ ایران است.

## خلاصه داستان
محمود از بیمارستان روانی مرخص می‌شود و فخری از آمدن محمود با خبر است. زمان زیادی از آمدن محمود به خانه نمی‌گذرد که مهمان ناخوانده ای به جمع آنها اضافه می‌شود و رازهای تاریک به تدریج فاش می‌شوند.

## بازیگران
- رضا بابک
- بابک انصاری
- گلچهره سجادیه
- حمید رشید